# 塞夫蒂島
67°31′S 63°54′E / 67.517°S 63.900°E
塞夫蒂島（英語：Safety Island）是南極洲的島嶼，位於奧斯特群島以南9公里，處於戴利角以東4.8公里，由挪威製圖師根據該國探險隊的空中照片繪入地圖，澳大利亞探險隊在1954年首次踏足該島嶼。